# Curious (profumo)
Curious è un profumo femminile dell'azienda Parfums Elizabeth Arden, ed è il primo firmato dalla cantante Britney Spears, che ha guadagnato 52 milioni di dollari per la firma. Curious è il secondo profumo firmato da una celebrità più venduto al mondo (dopo White Diamonds by Elizabeth Taylor), e con un guadagno di circa 100 milioni di dollari, è stato il più venduto in assoluto nel 2004.

## Informazioni
Creato dal "naso" Claude Dir in collaborazione con Parfums Elizabeth Arden, Curious è stato messo in commercio nel settembre 2004, ed è stato un ampio successo commerciale.
Il profumo è una fragranza legnosa/floreale. Le sue note sono magnolia della Louisiana, pera angiò, fiore di loto, tuberosa, gelsomino, rosa, ciclamino, vaniglia, muschio, legno di sandalo e legno chiaro.
Nel 2004 è stato il profumo più venduto al mondo, e nel 2005 è stato premiato con il FiFi Award nell categoria "miglior profumo femminile".
La bottiglia azzurra di Curious, decorata con due piccoli cuori di colore rosso, è stata disegnata da Jean Antretter.

## Promozione

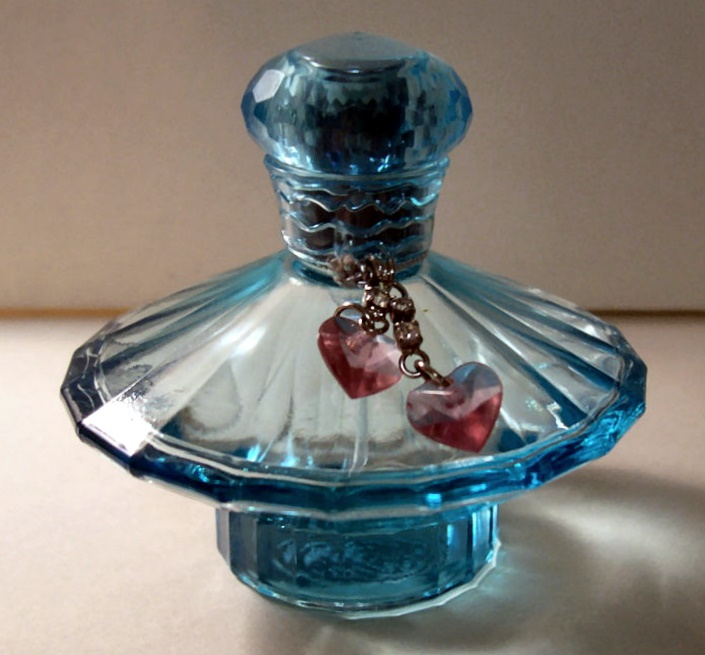
Curious by Britney Spears.

La campagna promozionale televisiva per Curious,intitolata "Hotel Rooms" è stata concepita presso l'agenzia Goodby, Silverstein & Partners e diretta da Dave Meyers attraverso la compagnia di produzione @radical.media. Il set è stato ricostruito in teatro, e non in un vero hotel. Oltre a Britney Spears, negli spot compare l'attore Eric Winter.
Per pubblicizzare il profumo, un flacone di Curious viene mostrato anche nel video musicale del brano Circus.

## Edizioni
- Curious: In Control (2006): versione di Curious destinato ad un pubblico più adulto, descritto come "sia dolce che sexy."[8] Lanciato per essere un'edizione limitata, In Control è al 2012 ancora in produzione. A differenza del flacone originale, quello di In Control è completamente nero.
- Curious Heart (2008): edizione a tiratura limitata dell'originale Curious, di cui conserva la formulazione principale. Acquistabile unicamente sul sito ufficiale di Elizabeth Arden, il flacone di Curious Heart è di colore rosa, ed adornato con un cuore simile ad un tatuaggio.